# Freudenberg (Baden)
Freudenberg település Németországban, azon belül Baden-Württembergben. Lakosainak száma 3701 fő (2023. december 31.). Freudenberg Wertheim, Dorfprozelten, Collenberg, Bürgstadt, Eichenbühl és Neunkirchen községekkel határos.

## Népesség
A település népessége az elmúlt években az alábbi módon változott:
| Lakosok száma | 3553 | 3913 | 3988 | 3855 | 3736 | 4127 | 4108 | 3982 | 3768 | 3701 |
|               | 1961 | 1967 | 1974 | 1980 | 1987 | 1993 | 2000 | 2006 | 2013 | 2023 |